# Zonsverduistering van 3 januari 1908

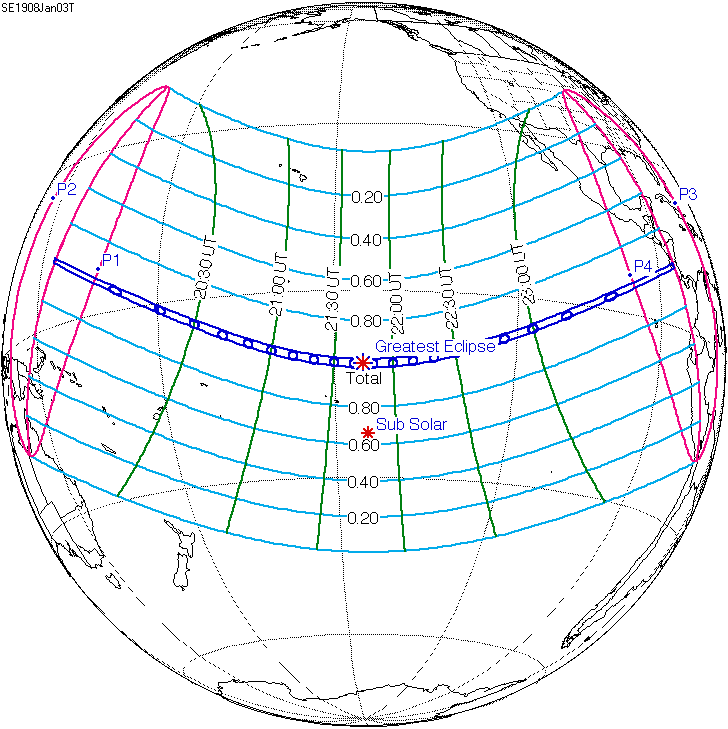
De zonsverduistering was te zien tussen de blauwe lijnen.

De totale zonsverduistering van 3 januari 1908 trok nagenoeg alleen over zee, maar was te zien op of in deze vier (ei)landen: Gilberteilanden, Rawannani, Phoenixeilanden en Costa Rica.

## Lengte

### Maximum
Het punt met maximale totaliteit lag op zee ver van enig land op coördinatenpunt 11.8225° Zuid / 145.141° West en duurde 4m13,8s.

### Limieten
| Fenomeen                    | Code | Tijdstip UTC  |
| --------------------------- | ---- | ------------- |
| Eerste contact bijschaduw   | P1   | 19:07:31.4 UT |
| Eerste contact kernschaduw  | U1   | 20:03:13.3 UT |
| Kernschaduw compleet vanaf  | U2   | 20:04:38.9 UT |
| Bijschaduw compleet vanaf   | P2   | 21:02:08.2 UT |
| Maximum eclips              | GE   | 21:45:15.5 UT |
| Bijschaduw compleet t/m     | P3   | 22:28:23.3 UT |
| Kernschaduw compleet t/m    | U3   | 23:25:51.0 UT |
| Laatste contact kernschaduw | U4   | 23:27:18.3 UT |
| Laatste contact bijschaduw  | P4   | 00:22:57.7 UT |